# Patrologia Latina
La Patrologia Latina (PL) è un'enorme raccolta di scritti dei Padri della Chiesa e di altri scrittori ecclesiastici in lingua latina, realizzata tra il 1844 e il 1855 dal presbitero francese Jacques Paul Migne. Comprende complessivamente 221 volumi inclusi gli indici. Viene solitamente indicata come "Migne". Nonostante l'assenza di un apparato critico rappresenta uno strumento fondamentale per lo studio dei Padri della Chiesa.
L'opera consiste in una serie di ristampe di vecchie edizioni, spesso contenenti errori. Tuttavia sono presenti anche testi per i quali non esistono edizioni moderne e per questo è utilizzata anche da studiosi del Medioevo allo stesso modo dei Monumenta Germaniae Historica.
I testi pubblicati coprono un periodo di circa 1000 anni, dagli scritti di Tertulliano fino a papa Innocenzo III per un totale di 217 volumi. I primi 73 volumi, da Tertulliano a Gregorio di Tours furono pubblicati tra il 1844 e il 1849, i volumi dal 74 al 217, da papa Gregorio I a Innocenzo III furono pubblicati tra il 1849 e il 1855.

L'ultimo scritto risale al 1216: Migne in realtà avrebbe voluto includere anche testi fino al periodo della Riforma, ma si trattava di un lavoro troppo impegnativo. Comunque furono inclusi alcuni commenti o documenti relativi a lavori successivi al 1216.
Gli indici furono pubblicati tra il 1862 e il 1866.
Le matrici originali furono distrutte in un incendio nel 1868 ma, con l'aiuto dell'editore Garnier, furono ripristinate e nuove edizioni furono realizzate all'inizio degli anni 1880. Tuttavia queste nuove edizioni non corrispondono esattamente alle precedenti sia per qualità sia per ordinamento, per cui si preferisce, quando è possibile, fare riferimento alle edizioni originali.
Lo stesso Migne curò tra il 1856 e il 1858 la pubblicazione della Patrologia Greca (PG).